# Agustín Villar Iglesias
Agustín Villar Iglesias (La Línea de la Concepción, 1965) es un político español del Partido Andalucista (PA).

## Biografía
Es nieto, hijo y hermano de políticos. Licenciado en Geografía por la Universidad de Sevilla, es experto en Cartografía Catastral, ocupando el puesto de Jefe de Servicio de Topografía en la Junta de Andalucía. Es militante del PA desde 1985.
Fue elegido concejal por el Ayuntamiento de Sevilla en 2003 por primera vez como número 3 de la lista. En 2007 se presenta de nuevo, esta vez como candidato a la alcaldía en el número 1 de la lista, quedándose sin representación.
- Datos: Q5660922